# Gaspar de Teves y Tello de Guzmán

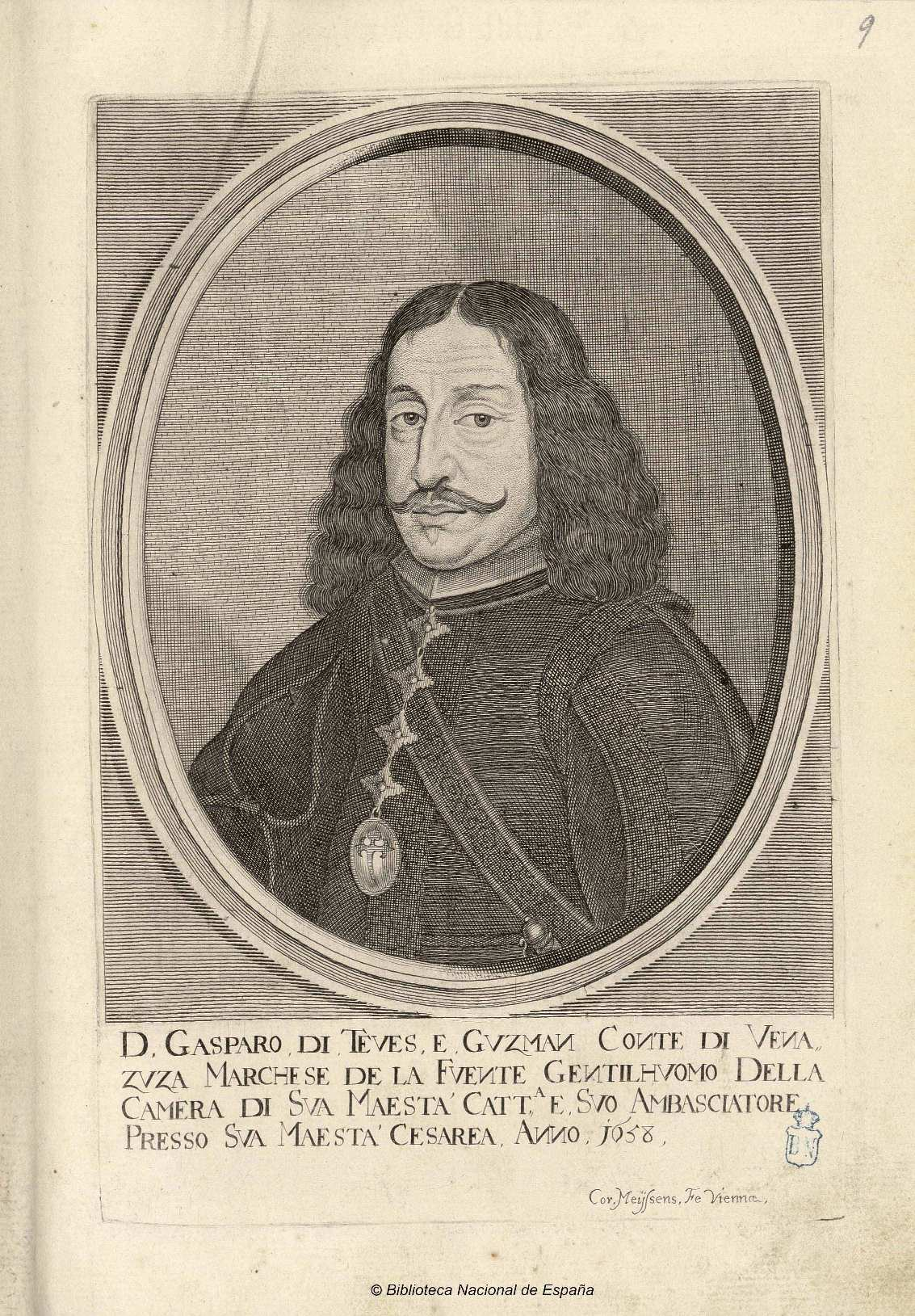
Gaspar de Teves y Guzmán, grabado firmado en Viena por Cornelis Meyssens para la Historia di Leopoldo Cesare, del conde Galeazzo Gualdo, 1670-1674.

Gaspar de Teves y Tello de Guzmán (1608-1673), I conde de Benazuza, I marqués de la Fuente –título otorgado por Felipe IV el 26 de febrero de 1633–, gentilhombre de cámara de la Casa del Rey, tras haberlo sido del Cardenal-Infante, caballero de la Orden de Santiago, alcalde mayor de Sevilla y su escribano del juzgado, de sus rentas y comisiones, señor del heredamiento de Lerena y acemilero mayor de Felipe IV. Considerado uno de los mejores diplomáticos del siglo XVII, fue embajador de Felipe IV en Venecia, el Sacro Imperio y Francia.

## Biografía
Hijo primogénito  de Melchor de Teves y Brito, del consejo y cámara de Castilla, y de Mariana Tello de Guzmán, señora de Benazuza y Lerena. En la corte madrileña circularon rumores que lo hacían hijo ilegítimo del conde-duque de Olivares, y atribuían a ello su ascenso, aunque ya Marañón descartó en su día tales infundíos, asociándolos a los enemigos de Gaspar de Guzmán. Por vía paterna, era nieto de Gaspar de Teves, quien había sido caballero de la portuguesa Orden de Cristo. A su vez, su familia materna, los Tello de Guzmán, eran poseedores de grandes mayorazgos, entre ellos, los señoríos de Benazuza y Lerena. Así mismo, su abuelo, Pedro Tello de Guzmán, fue caballero de Santiago, alcalde mayor de Sevilla y secretario mayor del juzgado de dicha ciudad.  Casó en 1631 con Úrsula Fernández de Córdoba, hija de Antonio Fernández de Córdoba, marqués de Valenzuela, en cuyo nombre como «marido y conjunta persona» pleiteó en Granada el mismo año de la boda por una pensión alimenticia con Ana de Mendoza, madre y curadora de la beneficiaria de la pensión, Luisa Jacinta de Córdoba.
Con una larga carrera diplomática, pues había servido en una misión en Alemania ya en 1633 y como embajador itinerante ante los Estados italianos en 1639, en diciembre de este último año acudió como embajador a la Dieta de Ratisbona, momento en el que celebró una primera entrevista en Viena con el emperador de la que dio cuenta detallada a Madrid. Embajador en Venecia de 1642 a 1656 –puesto en el que fue anfitrión de Velázquez en su segundo viaje a Italia–, fue a continuación nombrado embajador extraordinario ante el rey de Suecia y Dinamarca para tratar de mediar en su litigio con Polonia, aunque simultáneamente se le ordenó dirigirse a Viena para tratar de reforzar los ejércitos de Flandes y Milán y allí recibió, en noviembre de 1656, el nombramiento de embajador ordinario ante el emperador Fernando III. Permaneció en este puesto hasta 1661, cuando fue designado embajador en Francia en sustitución del conde de Fuensaldaña, iniciando su misión en febrero de 1662 con orden de aplacar a Luis XIV ofreciéndole una satisfacción por un incidente diplomático sucedido en Londres entre el embajador de España, Charles de Watteville, y el de Francia, que el rey francés parecía dispuesto a convertir en casus belli. En septiembre de 1662 salió de París con nombramiento de embajador extraordinario ante la Dieta imperial de Ratisbona, pero a medio camino se le ordenó retornar a París al surgir desavenencias entre el papa y Luis XIV, que reclamaba el apoyo de España en su disputa con la Santa Sede. Pasando apuros económicos y mal de salud, receloso de las intenciones del rey de Francia y de su mala voluntad con España, en enero de 1665 pidió su relevo, aunque todavía le tocó asistir a los funerales por Felipe IV en París. En enero de 1666 fue nombrado consejero de Estado. Sin embargo, hasta el mes de junio no recibió la licencia para abandonar París y aún hubo de esperar hasta agosto de 1667 la llegada de su relevo, llegada que no se produjo al estallar la guerra de Devolución, por la que finalmente sería expulsado de Francia y canjeado en la frontera de Bidasoa por el embajador de Francia en Madrid, el arzobispo de Embrun, Georges d'Aubusson de la Feuillade. Una vez en Madrid se casó en segundas nupcias con Ana de Portocarrero, marquesa viuda de Espinardo, calificada de intrigante por el embajador alemán conde de Pöting y de aficionada a la modas y adornos de París por Gabriel Maura Gamazo, «a fin de seducir, más que al Marqués, a los galanes jóvenes de la Corte».
Conservando el favor de la regente, consejero de Estado y de Indias, murió en Madrid el 15 de julio de 1673. El mayor de sus hijos, Gaspar de Teves Tello de Guzmán y Córdoba (fallecido en Madrid el 12 de mayo de 1685), segundo marqués de la Fuente, siguió los pasos de su padre ocupando las embajadas de Venecia de 1666 a 1676 y de Francia de 1680 al 1 de enero de 1684, cuando por una nueva ruptura de relaciones tuvo que abandonar París.